# Дракула 2000
«Дракула 2000» (англ. Dracula 2000; в некоторых странах — «Дракула 2001») — американский фильм о вампирах 2000 года, адаптация классической истории о Дракуле в стиле современного молодёжного ужастика. В фильме снимаются Джастин Уодделл, Джонни Ли Миллер, Кристофер Пламмер, Дженнифер Эспозито, Омар Эппс, Коллин Фитцпатрик и Джери Райан, а также самый молодой исполнитель титульной роли Дракулы — Джерард Батлер. Фильм представляет уникальную историю происхождения Дракулы, отличающуюся от других вампирских фильмов, чем вызвал неоднозначную реакцию критиков и зрителей. 
У фильма существует два продолжения, вышедших сразу-на-видео — «Дракула 2: Вознесение» и «Дракула 3: Наследие».

## Сюжет
Фильм начинается в современном Лондоне, где группа воров проникает в магазин антиквариата в Карфаксском аббатстве. Пробравшись в хорошо защищённое хранилище, они ожидают найти сокровище. Но вместо этого они обнаруживают наглухо запертый гроб. При попытке подвинуть гроб они активизируют скрытые ловушки, которые жестоко убивают двух грабителей. Другие воры считают, что если гроб так сильно защищён, в нём, наверное, содержится что-то очень ценное. Но в дальнейшем оказывается, что в гробу лежит тело дремлющего графа Дракулы. Также становится известно, что Карфаксское аббатство принадлежит давнему врагу Дракулы, Абрахаму Ван Хельсингу, который после того, как ему удалось поймать это существо более ста лет назад, делал себе инъекции крови вампира, отфильтрованной пиявками. Его желанием было и остаётся найти способ убить это бессмертное чудовище.
Во время перевозки гроба в США на самолёте одному из воров с трудом удаётся открыть гроб, тем самым он освобождает Дракулу. Граф нападает на всех, включая пилота самолёта, после чего самолёт падает в болота Луизианы. Пережив катастрофу и напав на местного репортёра, Дракула направляется в Новый Орлеан, где проживают дочь Ван Хельсинга Мэри и её подруга Люси. Тем временем Ван Хельсинг и его помощник Саймон направляются в США, чтобы вернуть вампира в свой гроб.
В конце фильма Дракула кусает в шею Мэри и показывает ей в видении своё происхождение. Оказывается, Дракула является не кем иным, как Иудой Искариотом, проклятым вечно скитаться по земле в наказание за предательство Иисуса, ведь даже ад отказался принять его. Это объясняет известную неприязнь вампиров к христианской иконографии и серебру, ведь Иуда получил тридцать сребреников за предательство Христа, и к осине, ведь именно на ней повесился Иуда.
Тем временем, девушки-вампиры сумели поймать Саймона и предоставляют его Мэри как её первую жертву. Она делает вид, что кусает его, и просит Дракулу, чтобы он дал ей отрубить Саймону голову, ведь он никогда не перестанет охотиться на вампиров. Вместо этого она отрубает голову вампиру-Люси и дерётся с Дракулой. Саймон вступает в схватку с бывшей секретаршей Ван Хельсинга, тоже ставшей вампиром, и отрубает ей голову. В конце концов Мэри внезапно вспоминает, что, когда в видении Иуда повесился на осиновом дереве, его верёвка порвалась, и он не успел перейти грань жизни и смерти. Она хватает ближайший металлический трос и обматывает его вокруг шеи вампира прежде, чем прыгнуть с ним с крыши. Дракула зависает на тросе, а Мэри падает на землю, но выживает благодаря тому, что она уже не человек, а вампир. Прежде, чем Дракула сгорает от утреннего солнца, он отпускает Мэри, превращая её обратно в человека.
Мэри и Саймон становятся хранителями пепла Дракулы.

## В ролях
| Актёр              | Роль                | Дубляж «Мосфильм»  |
| ------------------ | ------------------- | ------------------ |
| Джерард Батлер     | Дракула             | Валерий Сторожик   |
| Джастин Уодделл    | Мэри Хеллер         |                    |
| Джонни Ли Миллер   | Саймон Шепард       | Денис Беспалый     |
| Кристофер Пламмер  | Мэттью Ван Хельсинг | Всеволод Абдулов   |
| Коллин Фицпатрик   | Люси Вестерман      | Ольга Сирина       |
| Дженнифер Эспозито | Солина              | Ольга Голованова   |
| Джери Райан        | Валери Шарп         | Лариса Некипелова  |
| Омар Эппс          | Маркус              | Олег Куценко       |
| Дэнни Мастерсон    | Найтшэйд            |                    |
| Лохлин Мунро       | Эдди                | Александр Рыжков   |
| Шон Патрик Томас   | Трик                | Александр Ливанов  |
| Тиг Фонг           | Дэкс                |                    |
| Тони Манч          | Чарли               |                    |
| Нейтан Филлион     | отец Дэвид          | Леонид Белозорович |
| Шейн Уэст          | Джей Ти             | Александр Груздев  |
| Том Кейн           | телеведущий         | Дальвин Щербаков   |

На русский язык фильм дублирован на производственно-технической базе киноконцерна «Мосфильм» при участии лаборатории «Мосфильм-Color» по заказу компании «West» в 2001 году.

## Производство

### Сценарий
Уэс Крэйвен выступил исполнительным продюсером фильма. В ноябре 1999 года, когда Патрик Люссе работал над фильмом «Крик 3», и Крэйвен предложил его кандидатуру Бобу Вайнштейну. Раннюю версию сценария написал Джоэль Сойзон — он представил первый вариант текста 13 января 2000 года, но Боб Вайнштейн решил, что картина должна быть масштабнее: «Нет, это всё мелко! Давайте перенесём действие в Нью-Йорк! И в Новый Орлеан!». После покупки сценария Харви Вайнштейн привлёк Скотта Дерриксона для его шлифовки — по словам продюсера, он купил текст только из-за его названия, а сам сценарий — «полный отстой»; Дерриксон, Эрен Крюгер и Пол Харрис Бордман значительно переписали текст, хотя ни один из них не упомянут в титрах картины. Сюжетная линия с грабителями была позаимствована из сценария Сойзона. Работая над картиной Патрик Люссье вдохновлялся картиной «Дракула, год 1972».

### Кастинг
В июне 2000 года стал известен основной актёрский состав картины — Кристофер Пламмер, Джонни Ли Миллер, Джастин Уодделл, Дженнифер Эспозито, Коллин Фитцпатрик, Джери Райан и Омар Эппс. После нескольких месяцев поиска актёра на главную роль и за два дня до начала съёмок, стало известно, что Дракулу сыграет шотландский актёр Джерард Батлер — в тот момент он снимался в телевизионном сериала «Аттила-завоеватель», продюсеры которого согласились изменить график съёмок, чтобы Батлер мог принять участие в «Дракуле 2000». Позже в интервью режиссёр мюзикла «Призрак оперы» Джоэль Шумахер рассказал, что пригласил Батлера сняться в главной роли после того, как увидел актёра в «Дракуле 2000».

### Съёмки и монтаж
Основные съёмки картины проходили в августе в Новом Орлеане в американском штате Луизиана. Актёры вспоминали, что им всё время мешала мошкара с болот, а также напоминания о том, что в этих местах водятся аллигаторы — однажды Батлер едва не стал жертвой хищника, не заметив его приближения. 
Процесс монтажа отснятого материала и консультации с композитором картины проходили под контролем Люссье в Лос-Анджелесе, пока съёмки фильма продолжались. 6 сентября основные съёмки завершились, и за 7 дней Люссье смонтировал фильм без спецэффектов и показал его Бобу Вайнштейну — были назначены дополнительные съёмки, чтобы «увеличить сексуальный накал и добавить напряжение в повествование». 
Актёры вернулись на съёмочную площадку в выстроенных декорациях в Торонто 23 октября, досъёмки заняли 8 дней, после чего у Люссе был месяц на добавление компьютерных эффектов в окончательный монтаж. Фильм был полностью готов 12 декабря — за 10 дней до премьеры: «Это ненормально, но так студия „Dimension Films“ делает фильмы», — говорит исполнительный продюсер Уэс Крэйвен, вспоминая свой опыт работы над трилогией «Крик» для «Dimension» и «Miramax». Итоговая версия картины получила рейтинг «R» — детям до 17 лет просмотр разрешён только в присутствии родителей.

### Музыка
Музыкальное сопровождение к фильму написал Марко Белтрами — первый релиз альбома состоялся в 2017 году, когда лейбл «Varèse Sarabande» выпустил в лимитированной коллекции «Little Box Of Horrors», а в июле 2020 года альбом получил сольный релиз. В качестве саундтерка использованы композиции в жанре рок и метал — они вошли в альбом «Dracula 2000: Music From The Dimension Motion Picture», поступивший в продажу 5 декабря 2000 года. 
В своём обзоре для «All Music» Стив Хьюи написал: «Powerman 5000, Disturbed, System of a Down, Static-X, Linkin Park и (hed) P.E. — достойные исполнители, но достаточно ли их, чтобы вытянуть на себе целый альбом зависит лишь от того, насколько вы большой поклонник альтернативного метала».
| №   | Название           | Исполнитель                  | Длительность |
| --- | ------------------ | ---------------------------- | ------------ |
| 1.  | «Ultra Mega»       | Powerman 5000                | 3:30         |
| 2.  | «A Welcome Burden» | Disturbed                    | 3:31         |
| 3.  | «Bloodline»        | Slayer                       | 3:21         |
| 4.  | «The Metro»        | System Of A Down             | 2:59         |
| 5.  | «Heads Explode»    | Monster Magnet               | 3:49         |
| 6.  | «Break You Down»   | Godhead feat. Marilyn Manson | 3:17         |
| 7.  | «One Step Closer»  | Linkin Park                  | 2:37         |
| 8.  | «Avoid The Light»  | Pantera                      | 6:27         |
| 9.  | «Otsego Undead»    | Static-X                     | 3:52         |
| 10. | «Swan Dive»        | Hed PE                       | 3:36         |
| 11. | «Day By Day»       | Taproot                      | 3:20         |
| 12. | «Malice»           | Endo                         | 3:43         |
| 13. | «Blind World»      | Flybanger                    | 4:06         |
| 14. | «Sober»            | Halfcocked                   | 4:07         |
| 15. | «Your Disease»     | Saliva                       | 3:58         |

## Релиз

### Премьера
Премьера фильма состоялась в США 22 декабря 2000 года на экранах 2 204 кинотеатров по всей стране. Поскольку в некоторых странах мира фильм вышел в прокат в 2001 году, там название картины поменяли на «Дракула 2001». На постерах картины использовался слоган «Самое соблазнительное зло пробудилось в наше время» (англ. The Most Seductive Evil Of All Time Has Now Been Unleashed In Ours). В среднем картина провела в прокате 4,5 недели.

### Кассовые сборы
Первую неделю проката фильм закончил на седьмой строчке, собрав $8 636 567, а на вторую неделю сборы уменьшились на 56,5 % — при этом картина оказалась на 8-й строчке. Общие сборы в США и Канаде составили $33 022 767, $14 030 858 за рубежом; мировые сборы в размере $47 053 625 не окупили бюджет, равный $54 миллионам. После выхода на видео фильм принёс дополнительные 32 миллиона. По итогам года «Дракула 2000» стал 6-м самым прибыльным фильмом компаний «Miramax» и «Dimension». В среднем картина провела в прокате 4,5 недели.

### Критика
Фильм получил в основном негативные отзывы критиков. Рейтинг на «Rotten Tomatoes» — 17 % на основе 69 обзоров, средняя оценка — 3,6 из 10: «Фильм пытается переосмыслить всем известную историю. К сожалению, в картине нет ничего, чтобы зрители не видели раньше». Средняя оценка картины на «Metacritic» — 26 из 100 на основе 14 — в основном, «отрицательных обзоров»; зрительская оценка — 8,2. Средняя зрительская оценка на сайте «CinemaScore» — «C+» по шкале от «A+» до «F». На сайте «Кинопоиск» у фильма рейтинг 6,1 на основе 18 913 оценок зрителей; на «Internet Movie Database» — 4,9 из 10 на основе оценок 33 610 пользователей (на март 2022).
Питер Трэверс из журнала «Rolling Stone» крайне негативно отозвался о фильме в своём обзоре: «Фильм пробуждает беспокойный кинематографический дух хорошими новостями — в новогодние праздники критики и зрители вонзили кол в сердце этого кровопийцы. В едином порыве они отправили ясное послание студиям „Miramax“ и „Dimension Films“ — хватит снимать дешёвые ужастики. Уэс Крейвен, режиссёр невероятно успешной трилогии „Крик“, не имеет к картине никакого отношения — разве что принёс домой солидный чек. Судя по происходящему на экране, Патрик Люссе всё съёмки проспал в режиссёрском кресле. Единственное, что удивляет — что заставило Кристофера Пламмера спустить свою репутацию в унитаз, снявшись здесь». Алан Джонс в обзоре «Radio Times» написал: «Попытка Люссье принести свежести в мифологию вампиров, используя приёмы „Крика“, превращается в катастрофу из-за медлительного и схематического сюжета, который подкрепляет скучная картинка в стиле музыкального рок-видео и унылых операторских приёмов». Эрик Шнайдер с канала MTV написал: «Дракула 2000 — отстойное кино в независимости от года, в которому выего смотрите. 2009, например. В 2009 фильм также плох, как в и 2000. У идиотизма нет срока годности». Эмили Чамберс в обзоре для «The Cist» написала, что к актёрам и создателям есть много вопросов, но все они начинаются со слова «Зачем...?».
Обзор Роберта К. Элдера для «Chicago Tribune» был более благосклонным: «Даже в том виде, в котором зрителям представили „Дракулу 2000“, он всё равно гораздо лучше волны бездумных молодёжных киношек вроде картин „Городские легенды 2“ и „Я знаю, что вы сделали прошлым летом“. Однозначно, фильм заслуживал больше внимания от отдела маркетинга — картина не получила должного освещения в СМИ, да и пресс-показа не было. […] И есть парадокс — любой фильм ужасов, снятый после трилогии „Крик“, должен заниматься самоцитированием. Либо игнорировать эту тенденцию — что и делают авторы картины, за исключением одной-двух реплик. Фильм пытается быть серьёзным, однако создатели больше заинтересованы в появлении на экране крупного плана с логотипом „Virgin“. […] В фильме есть несколько страшных моментов, но для поклонников ужастиков они не станут откровением».
Меган Саммерс в обзоре «Screen Rant» отнесла к сильным сторонам картины исполнение роли Кристофера Пламмера и Джонни Ли Миллера, выбор Нового Орлеана — как основного места действия, образ Дракулы и явное влияние готической культуры 1990-х годов; среди минусов — персонаж Мэри, яркая реклама «Virgin», христианские корни Дракулы, предсказуемый сюжет и саундтрек в жанре ню-метал. Джоуи Лэйдон из «Variety» оценил историю происхождения Дракулы: «Картина предлагает несколько интересных примечаний к мифологии Дракулы, рассказывая о событиях, которые привели к тому, что вампиры боятся крестов, святой воды и серебра».
Ник Нанзиата написал в обзоре для «IGN»: «Признаю, что я был чересчур строг к картине после первого просмотра. Это хорошо сделанный небольшой фильм с несколькими интересными элементами, но по большому счёту в нём нет ничего, что выделяло бы его среди других представителей жанра». По мнению Кайли Дональдсон, религиозная составляющая сюжета фильма к лучшему выделяет его среди других экранизацию истории о Дракуле, а также даёт возможность развития мифологии графа. Сара Доббс включила Дракулу в исполнении Джерарда Батлера в список самых примечательных версий персонажа в кино по версии сайта «Dan Of Geek».

### Выход на видео
На VHS и DVD фильм в США выпустила компания «Walt Disney Home Entertainment» 3 июля 2001, а также был перевыпущен на DVD 27 июля 2021 по случаю 20-летнего юбилея. Первый DVD-релиз содержал ряд дополнительных материалов, которые не переиздавались на других форматах:
- Аудио-комментарии режиссёра Патрика Люссье и сценариста Джоэля Сойзона
- 3 расширенные (с комментариями Люссье и Сойзона) и 4 удалённые сцены — включая альтернативное начало
- Короткометражный фильм о съёмках
- Пробы Батлера, Фитцпатрик и Уодэлл
- Театральный ролик
- Раскадровки 8 сцен

10 мая 2011 года «Echo Bridge Entertainment» выпустила картину на Blu-Ray — релиз получил оценку 2 из 5 за плохую работу со звуком и видео, а также отсутствие дополнительных материалов за исключением аудио-комментария режиссёра и сценариста. 29 ноября 2011 года этот же релиз вышел в составе издания «Dracula Collection + They» в серии «Miramax Multi-Feature», куда также попали два продолжения и фильм «Они». 11 сентября 2012 года фильм вышел в серии «Miramax Double Feature» вместе с «Дракула 2: Вознесение».
Французское и немецкое издания фильма включали большое количество интервью с актёрским составом.
На VHS в России фильм выпустила компания «West Video», и «Videogram» — на DVD; на Blu-Ray по лицензии фильм не издавался.

## Отсылки

### Роман Стокера
События фильма во многом повторяют сюжет романа Брэма Стокера — но они были адаптированы для современной истории. Так магазин Ван Хельсинга находится в Карфаксском аббатстве, где Дракула проживал в книге. Когда власти обнаружили упавший самолёт, мёртвого пилота обнаружили привязанным к рулю. То же самое случилось на корабле «Деметра», перевозившем Дракулу в Лондон — капитан судна был найден мёртвым и привязанным к штурвалу. Подругу Мэри, ставшую вампиром, звали Люси Вестерман — это персонаж романа с аналогичной судьбой. Одного из докторов, обследующих Солину, звали доктором Стюардом.

### Другие фильмы
Когда Люси предлагает Дракуле чашку кофе, он отвечает «Я не пью… кофе» — это отсылка к фразе Белы Лугоши, сыгравшего Дракулу в фильме «Дракула» (1931) — «Я никогда не пью… вино». Также во время фестиваля Марди Гра появляется гигантская маска Дракулы в исполнении Лугоши.
В одной из сцен Ван Хельсинг говорит Саймону, что Дракула «не является мифом или выдумкой сумасшедшего ирландского писателя» — в фильме «Интервью с вампиром: Хроника жизни вампира» главный герой Луи описывает книгу Стокера похожими словами.

### Продолжения
Два продолжения были выпущены сразу-на-видео — «Дракула 2: Вознесение» (2003) и «Дракула 3: Наследие» (2005). Все три части франшизы поставил Патрик Люссье, а сценарий написал Джоэль Сойзон — они также разработали сюжет четвёртой картины, которая должна была вновь выйти в кинопрокат, но проект так и не был реализован.